# Попович, Антон
Антон Попович (фин. Anton Popovitš, род. 11 июля 1996, Валкеакоски, Турку-Пори) — финский футболист, центральный полузащитник клуба «Ильвес». Младший сын советского и российского футболиста Валерия Поповича.

## Биография
Согласно интервью Валерия Поповича, уже в возрасте трёх с половиной лет Антон с энтузиазмом увлекался футболом, в то время как его старший брат Александр относился к этому без особого интереса. 
Воспитанник клуба «Хака», за клуб дебютировал 1 октября 2012 года против команды ХИК. В сезоне 2019 года в 27 играх забил 14 голов, что помогло команде выйти в Вейккауслиигу (высшую лигу Финляндии). В 2020 году в высшей лиге Финляндии провёл 20 встреч, начиная с 17 июля против клуба «РоПС» (ничья 2:2). 14 августа и 19 сентября отметился голами в составе «Хаки» против клуба «КуПС» (поражение 2:4) и «Ильвеса» (ничья 1:1) соответственно. В 2020 году всего провёл 20 матчей в чемпионате и ещё 2 матча в Кубке Финляндии.
Осенью 2020 года была достигнута договорённость о переходе Поповича в «КуПС», который состоялся в начале 2021 года.